# 马尔古埃梅姆
马尔古埃梅姆（法語：Margouët-Meymes）是法国热尔省的一个市镇，属于米朗德区（Arrondissement de Mirande）。该市镇总面积17.69平方公里，2009年时的人口为195人。

## 人口
马尔古埃梅姆人口变化图示